# لیندونول (نیویورک)
لیندونول (به انگلیسی: Lyndonville) یک روستا در ایالات متحده آمریکا است که در نیویورک واقع شده‌است. لیندونول ۲٫۷ کیلومتر مربع مساحت و ۸۳۸ نفر جمعیت دارد و ۹۸ متر بالاتر از سطح دریا واقع شده‌است.